# Басманов, Владимир Анатольевич
Владимир Анато́льевич Басманов (настоящая фамилия По́ткин; 10 мая 1980) — русский националист, российский политик. Создатель и лидер признанного экстремистским Движения против нелегальной иммиграции. Инициатор первого Русского Марша и организатор большинства последующих Русских маршей. Один из создателей Этнополитического Объединения Русские. Соратник Политического Совета, Заместитель Главы Национального комитета действий Этнополитического Объединения Русские, также запрещённого в 2015 году. C 2010 года находится в вынужденной политической эмиграции за границей, не прекращая политической деятельности. В 2014 году он основал и возглавил комитет "Нация и Свобода". Находясь в эмиграции, обратился в Международный уголовный суд в Гааге с требованием инициировать преследование Владимира Путина. 9 сентября 2020 года на совещании Совета Движения Националистов был избран Руководителем.
Брат известного политика Александра Белова.

## Биография
С 1993 года в НПФ Память. В октябре 1993 года в возрасте 13 лет принимал участие в защите Белого дома.
В 2000 по 2002 руководитель Информационно-аналитической службы Национально-патриотического фронта «Память».
Закончил Московский государственный университет культуры и искусств (МГУиКИ).  Женат, имеет сына. С 2011 года — в вынужденной эмиграции (Украина, Молдавия, с 2022 - Черногория). Несмотря на свою умеренно-проукраинскую позицию, Басманов поддержал в июне 2023 года мятеж ЧВК «Вагнер».

## ДПНИ
В июле 2002 года после межнациональных столкновений в Красноармейске основал Движение против нелегальной иммиграции. Автор программы и первых идеологических документов организации. С июля 2003 до сентября 2006 года являлся координатором Московского регионального отделения ДПНИ. С сентября 2002 года координатор Центрального Совета ДПНИ. На президентских выборах 2004 года был зарегистрирован доверенным лицом Сергея Глазьева.
В 2005 году выдвинул идею проведения общего шествия националистов — Русского Марша. Один из организаторов первого марша прошедшего 4 ноября 2005 года.
После событий в Кондопоге в сентябре 2006 года вынужден был скрываться. С июля 2007 вновь стал координатором Московского регионального отделения. Оставался на этой должности вплоть до своей эмиграции в мае 2010 года.
Весной 2008 года инициировал реформу ДПНИ. Чтобы показать личный пример 17 мая 2008 года подал в отставку с поста координатора ЦС ДПНИ. 12 июля 2008 года на I съезде ДПНИ выбран в Национальный совет ДПНИ и в заместители Главы ДПНИ (на тот момент Александра Белова по Центральной Управе.
В 2008 году был организатором несанкционированного Русского Марша (Арбатского прорыва) во время которого был задержан ОМОНом и избит. Впоследствии ему предъявили обвинение в организации массовых беспорядков.
29 апреля 2009 года в связи с отставкой Белова становится И.О Главы ЦУ ДПНИ. 11 июля 2009 года на II съезде ДПНИ избран в Национальный совет, и, впоследствии, утвержден в должности Главы Центральной Управы ДПНИ.
Подвергался уголовным преследованиям и 16 апреля 2010 года был вынужден скрыться.

## Русские
В апреле 2010 г. после серии допросов и обысков, когда спецслужбы потребовали распустить ДПНИ, угрожая уголовным преследованием по фиктивному уголовному делу, Басманов принял решение уехать. В эмиграции он продолжал осуществлять руководство центральными исполнительными структурами ДПНИ. В феврале 2011 организовал подготовку создания единой политической организации русских националистов. В апреле 2011 года вместе с Дмитрием Демушкиным инициировал её создание, так возникла новая организация — Этнополитическое объединение «Русские». Был избран в ней соратником Национального Совета и заместителем главы Национального Комитета Действий, являясь идеологом созданной структуры.
Поддерживал Революцию достоинства.

## Комитет Нация и Свобода
После прошедшего в Москве Марша Мира 21 сентября 2014 г. Владимир Басманов со своими единомышленниками, как из числа принявших участи в Марше, так и из числа политических эмигрантов приняли решение создать новую националистическую организацию — Комитет "Нация и Свобода" (КНС), целью которой стала интеграция националистов в общегражданский оппозиционный протест, представляя в нём интересы националистов, а также поддержка оппозиционных кандидатов на выборах. В июле 2020 года Красноярский краевой суд в открытом судебном заседании вынес решение о запрете деятельности организации на территории РФ.

## Движение Националистов
После внесения поправок в конституцию РФ была создана организация Движение Националистов 2 июля 2020 года.
2 сентября 2020 года был учреждён Совет Движения Националистов, в котором одним из 9 членов стал Владимир Басманов.
9 сентября 2020 года на совещании Совета Движения Националистов Басманов был избран Руководителем.

## Псевдоним
Псевдоним «Басманов» был выбран из-за увлечения историей Смутного времени. См. Пётр Басманов.